# Ralph Hopton

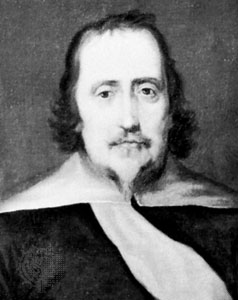
Lord Hopton

Ralph Hopton (ur. 1598, zm. 1652 w Brugii) – angielski wojskowy i polityk, dowódca rojalistów w czasie wojny domowej w Anglii.
Był synem Roberta Hoptona z Witham w hrabstwie Somerset. Służył w armii Fryderyka V elektora Palatynatu w początkowych kampaniach wojny trzydziestoletniej. W 1624 został podpułkownikiem regimentu zebranego w Anglii, by służyć w armii Mansfelda. Król Karol I w czasie swej koronacji uczynił Hoptona kawalerem Orderu Łaźni (Order of the Bath). W trudnym okresie napięć politycznych poprzedzających wybuch wojny domowej, Hopton jako członek parlamentu, kolejno Bath, Somerset i Wells, początkowo sprzeciwiał się polityce królewskiej, ale po ogłoszeniu przez parlament utraty praw dla Thomasa Wentwortha (na którego głosował), stopniowo stał się gorliwym zwolennikiem Karola i na początku konfliktu został generałem pod zwierzchnictwem markiza Hertford na zachodzie.
Jego pierwszym osiągnięciem było zjednanie Kornwalii dla sprawy króla przez oskarżenie przed wielką ławą hrabstwa wrogów jako burzycieli pokoju i wezwanie do wypędzenia ich na mocy prawa posse comitatus. Kolejnym osiągnięciem było przeniesienie wojny z Kornwalii do Devonu. W maju 1643 odniósł błyskotliwe zwycięstwo w bitwie pod Stratton, a w lipcu najechał Devon i 5 lipca pokonał kosztem dużych strat Williama Wallera w bitwie pod Lansdowne. Pod Lansdowne został poważnie ranny w wyniku wybuchu wozu z amunicją. Wkrótce po tym Waller oblegał go w Devizes, gdzie bronił się sam do czasu uwolnienia dzięki zwycięskiej bitwie pod Roundway Down 13 lipca. Krótko potem uczyniono go baronem Stratton. Jednakże jego sukcesy na zachodzie zostały ucięte przez porażkę w bitwie pod Cheriton w marcu 1644. Potem służył w zachodniej kampanii pod osobistym dowództwem Karola. Pod koniec wojny, po opuszczeniu Anglii przez lorda Goringa, objął dowództwo królewskiej armii. Było już jednak za późno by powstrzymać falę zwycięstw parlamentu. Hopton pokonany w ostatnim boju pod Torrington 14 lutego 1646 poddał się Thomasowi Fairfaxowi.
Później towarzyszył Karolowi II w jego próbach kontynuowania wojny na Wyspach Scilly i Wyspach Normandzkich. Jego stanowcza lojalność kłóciła się z duchem ustępstw i kompromisu, który przeważał w radzie książęcej między 1649 a 1650. Wycofał się więc z aktywnego uczestnistwa w działaniach rojalistów. Zmarł na emigracji w Brugii we wrześniu 1652. Wraz z jego śmiercią wygasł tytuł barona Hopton, który nosił.